# ناحیه دومبووار
ناحیهٔ دومبووار (به مجاری:  Dombóvári járás) یک ناحیه در مجارستان است که در تولنا واقع شده‌است. ناحیهٔ دومبووار ۵۰۹٫۰۲ کیلومتر مربع مساحت و ۳۲٬۳۳۱ نفر جمعیت دارد.